# Анчер, Исаак Израилевич
Исаак Израилевич Анчер (Антшер, фр. Isaac Antcher; 1899, Пересечино, Оргеевский уезд, Бессарабская губерния — 1992, Париж, Франция) — французский живописец.

## Биография
Исаак Анчер родился в 1899 году в семье коммерсанта Срула Азриеловича Анчера и Гитл Менделевны Анчер (ум. 1933) в бессарабской деревне Пересечино (Пересечина, ныне — Оргеевского района Молдавии). Вырос в Оргееве. В 1920 году переехал к брату во Францию (Кале).
С 1921 года обучался в иерусалимской школе изящных искусств «Бецалель» у Бориса Шаца, Абеля Панна и Зеева Рабана, в 1924 году возвратился во Францию, осел в Париже и продолжил обучение в академии Гранд-Шомьер. Занимался подённой работой — был полотёром, рабочим на автомобильном заводе Рено, репетитором французского и древнееврейского языков.
С 1926 года участвовал в Осеннем салоне и Салоне Тюильри. Тогда же стал самым молодым протеже Леопольда Зборовского.
В 1939 году вступил добровольцем во французскую армию, в следующем году вернулся в Монпелье, в 1943 году бежал в нейтральную Швейцарию, где был интернирован в трудовой лагерь. После окончания войны вновь поселился в Париже. Персональные выставки проходили в Монпелье, Париже, Брюсселе, Берне, Страсбурге, Тель-Авиве, Иерусалиме.